# Quận Grant, Washington
Quận Grant là một quận thuộc tiểu bang Washington, Hoa Kỳ.
Quận này được đặt tên theo. Theo điều tra dân số của Cục điều tra dân số Hoa Kỳ năm 2010, quận có dân số 89.120 người.. Quận lỵ đóng ở Ephrata, còn thành phố lớn nhất là Moses Lake. Quận được lập từ Douglas County tháng 2 năm 1909 và được đặt tên theo tổng thống Hoa Kỳ Ulysses S. Grant.

## Địa lý
Theo Cục điều tra dân số Hoa Kỳ, quận có diện tích 7229 km2, trong đó có 290 km2 là diện tích mặt nước.